# Maplin Electronics
Maplin Electronics (англ. Digital-First Retail Limited) — онлайн-магазин электронных товаров в Великобритании и Ирландии, основанный на активах бывшей компании «Maplin Electronic Supplies», которая работала с 1972 по 2018 год. До 2018 года компания «Maplin» работала с обширной сетью магазинов, а так же предоставляла услуги заказа товаров по телефону и по почте. В июне 2017 года было 217 магазинов Maplin.
28 февраля 2018 года компания «Maplin» стала неплатёжеспособна, подвергнув риску 2500 рабочих мест, а 25 июня 2018 года все магазины «Maplin» прекратили торговать.
Бренд «Maplin» был приобретен и перезапущен в рамках «Digital First Retail Ltd» в июне 2018 года.
26 октября это было публично объявлено в Twitter.
30 января 2019 года был возобновлен веб-сайт «Maplin», на котором продаются различные электротовары, системы видеонаблюдения и компьютерные принадлежности.
Компания «Maplin» являлась спонсором турниров по снукеру.

## История

### Основание
Компания «Maplin Electronic Supplies» была основана в 1972 году Роджером Аллен, Сандрой Аллен и Дагом Симмонсом как компания, занимающаяся доставкой по почте. Компания начала свою деятельность в доме Аллена в Рейли, Эссекс, после того, как они столкнулись со сложностью и плохой доступностью электронных комплектующих.

### Первые магазины
Первый магазин открылся в Уэстклифф-он-Си (пригород Саутенд-он-Си) и отдел почтовых заказов переместился в комнаты над магазином. Продажи увеличились, когда компания «Maplin» заняла главное рекламное место в электронных журналах «TI Media».
Второй магазин открылся в Хаммерсмите к концу года. В Хадли, Эссекс было приобретено здание, которое стало первым складом компании. После того, как открылся второй магазин электроники был запущен журнал «Maplin», который публиковался каждый квартал, а затем ежемесячно по мере разработки новых проектов.

## Расширение

### Саут-Йоркшир
В 1985 году была создана компания «Maplin Professional Supplies» для обслуживания растущего делового рынка с каталогом продуктов для профессионалов и делового рынка. В 1989 году в Уомбуэле, Саут-Йоркшир, был открыт новый Национальный распределительный центр, а четыре года спустя на Тайване была создана дальневосточная штаб-квартира. К 1994 году оборот «Maplin» составил более 29 миллионов фунтов стерлингов в год. В декабре 1994 года компанию «Maplin» приобрела «Saltire PLC». В 1999 году «Maplin» запустила собственный веб-сайт, а в 2000 году продажи с сайта достигли 1 млн фунтов стерлингов. Штаб-квартира в Саутенд-он-Си также была закрыта в 2000 году и все операции были перенесены в Уомбуэлл. В июне 2001 года компания снова перешла к другому владельцу при поддержке Графит Капитал («Graphite Capital»).

### Дальневосточный филиал
«Maplin Far East Operations» был создан в 1992 году, когда «Maplin Electronics» открыла свой первый дальневосточный филиал в Тайбэе, Тайвань. Офис отвечал за поиск, закупку, проверку, доставку и оплату продукции из Тайваня и был известен как Дальневосточный операционный центр. В 1995 г. было открыто представительство в Гонконге, занимающееся поставками, закупками и доставкой из Гонконга. Поскольку большая часть производства на Тайване и в Гонконге была перенесена на Континентальный Китай в 2004 году компания зарегистрировала представительство в Шэньчжэне при Гонконгском офисе. Три офиса на Дальнем Востоке работали с более 500 поставщиков и совершали около 5000 закупок товаров.
Основные категории продукции включали: кабели, блоки питания, компоненты электроники, наборы и инструменты, оборудование связи, компьютеры, игрушки, автомобильную электронику и бытовую электронику.

## Закрытие
30 апреля 2018 года «Maplin» закрыл свой веб-сайт. 12 мая 2018 года операции в центре в Брукфилдсе были закрыты после того, как все оставшиеся запасы товаров были переданы в магазины. К 25 июню 2018 года все официальные магазины «Maplin» закрылись и компания «Maplin» прекратила свое существование. С тех пор веб-сайт «Maplin» был снова подключен к сети, а онлайн-магазин был перезапущен 30 января 2019 года.